# Nahla El Fatiha Naili
Nahla El Fatiha Naili, (en árabe: نهلة الفاتحة نايلي; en tifinagh: ⵏⴰⵀⵍⴰ ⴻⵍ ⴼⴰⵜⵉⵃⴰ ⵏⴰⵉⵍⵉ), nacida en Hydra, en la wilaya de Argel en Argelia el 14 de noviembre de 1986,  es una escultora y artista plástica argelina.

## Biografía

### Familia

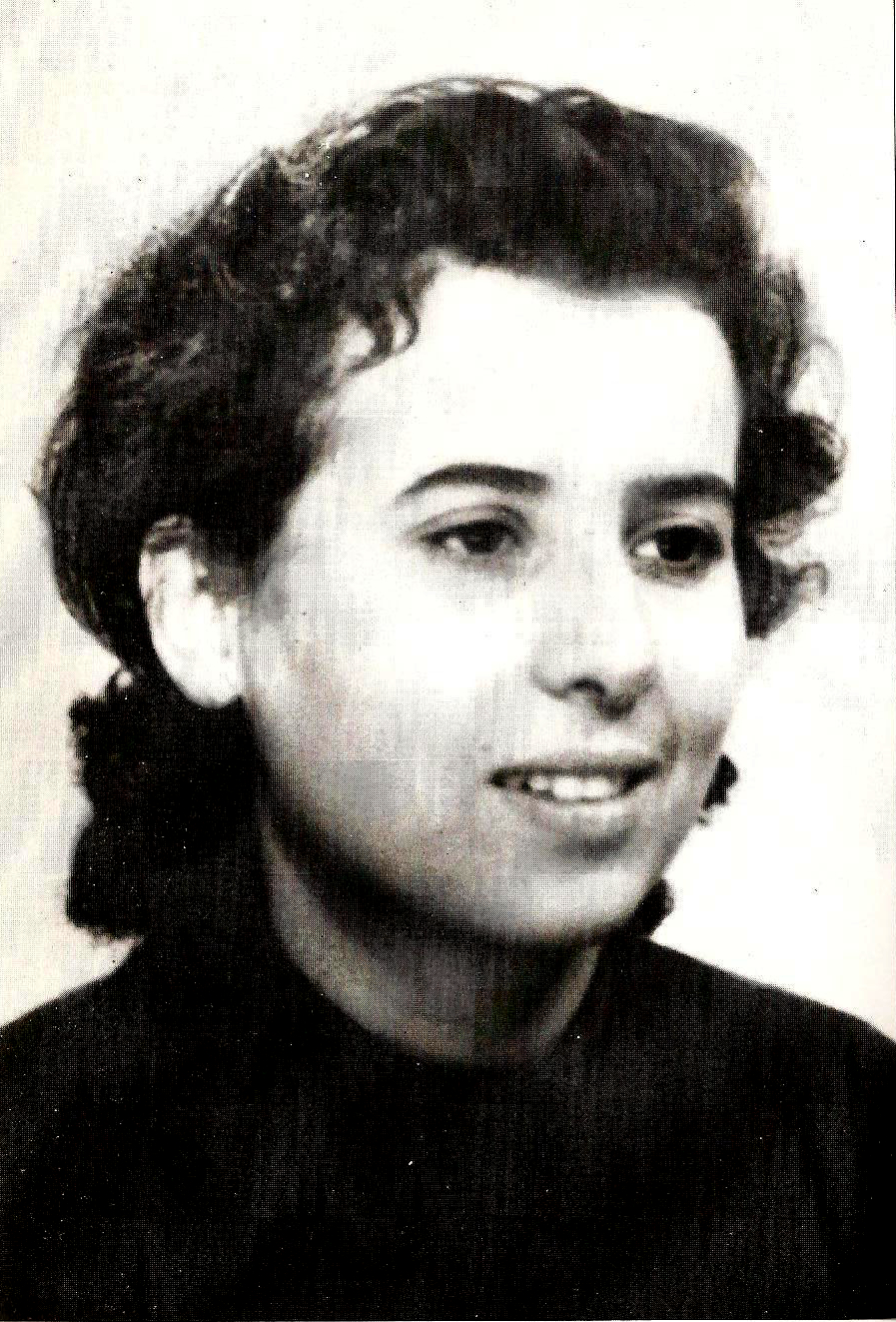
Su abuela materna, Fatiha Bouhired

Naili es hija de Rabah Naili, profesor de electrónica y especializado en meteorología originario de Azefoun, en la actual wilaya de Tizi Ouzou y de Hafida Bouhired, estilista originaria de El Aouana en la actual wilaya de Jijel cuya familia vivía en la  Alcazaba de Argel. Su madre era la menor de una familia de 5 niños, del primer matrimonio de su abuela,.
Su abuelo materno, Mustafa Bouhired, llegó a ser un jugador veterano del Racing Club de París, y después periodista deportivo en el diario Argel Républicain. Participó en la Segunda Guerra Mundial para la liberación de Francia antes de hacerse militante del FLN durante la revolución argelina; murió matado por una bala, en la Alcazaba de Argel, el 14 de marzo de 1957, luego de haber sido arrestado.
Su abuela materna, Fatiha Bouhired (nacida Hattali) y conocida como Oukhiti era igualmente militante como su marido, y durante toda la guerra de independencia de Argelia, las casas de su familia sirvieron de refugio a los principales dirigentes de la guerrilla urbana en Argel. Fue arrestada dos veces en su casa, una vez en compañía de Yacef Saâdi y Zohra Drif, así como con su hija Hafida Bouhired, entonces de 6 meses de esas, y posteriormente encarcelada en la prisión de Serkadji, para al poco tiempo ser puesta en libertad.

### Niñez
Luego del divorcio de sus padres, se instala con su madre y su hermano menor, Arslan Larbi Redouan Naili, en el domicilio familiar de los Bouhired, ubicado en la zona alta de Argel. Allí, es criada por su madre y sus tías maternas Zina, Leila y Houria Bouhired.

### Educación
En 2007 Nahla completó su bachillerato en el liceo internacional Alexandre-Dumas de Argel, y es egresada de la Escuela Superior de Bellas Artes de Argel en el año 2016. En 2018 prepara una tesis de doctorado bajo el tema de «Creación y patrimonio urbano. Por una práctica del arte contemporáneo a través de la rehabilitación de Argel» en la Universidad de París I Panthéon-Sorbonne.
Ha emprendido también diversas cursos de formación en Marruecos y en Túnez sobre la rehabilitación de los cascos antiguos magrebíes.
Ha participado también en varios cursos en el seno de la UNESCO, tales como el taller titulado « Gestión de voluntarias y organización de proyectos participativos públicos/privados», en julio de 2017; en el simposio de Med Culture "Sensibilisation de la communauté résilientes aux valeurs du patrimoine Culturel», en Amán (Jordania) en octubre de 2018 y en el programa Net Med Youth de la Unesco «Renforcer l’attrait pour les technologies digitales créatives auprès des jeunes défenseurs du patrimoine culturel» que ha tenido lugar en Túnez en diciembre de 2018.

### Carrera y proyectos
Es actualmente miembro y secretaria general adjunta de la asociación Sauvons la casbah d’Alger y también la cofundadora del  Mouvement de la Jeunesse Eveillée.
En 2016 Nahla, junto con su hermano Arslan y su prima Selma Bouhired, han iniciado un proyecto de taller titulado L'atelier N.A.S., que provee u espacio de reflexión para todas las expresiones artísticas.

## Exposiciones
- 2011, Participación en la Exposition de la Commedia dell'arte, Centre culturel italien à Alger
- 2011, Participación en el Festival d’art Contemporain (MOST ‘ART) en Mostaganem
- 2012, Exposición de las « Beaux arts à Didouche Mourad » conjuntamente con la comuna de d'Alger-Centre
- 2012, Participación del Festival National de la création féminine, creando una escultura a seis manos.
- 2015, Exposición en el  Palais de la culture Moufdi Zakaria en Argel.[10]
- 2017, Exposición en el Salón N.A.S. Casba de Argel.[11]
- 2018, Participación en la inauguración de un mercado de arte moderno argelino, en calidad de expositora en la galerie el Yasmine